# Georg Hage
Georg Hage (* 1979 in Halle (Westf.)) ist ein deutscher Dirigent, Kirchenmusiker und Hochschullehrer. Er ist Kantor an der Aachener Annakirche (Ev. Hauptkirche), Künstlerischer Leiter der Aachener Bachtage und Dirigent mehrerer  Ensembles der Metropolregion Rheinland: der Chöre des Aachener Bachvereins, des Bonner Kammerchors und der Kölner Kantorei. Er unterrichtet Chordirigieren an der Hochschule für Musik Detmold.

## Leben
Als Stipendiat der Studienstiftung des deutschen Volkes absolvierte er in Freiburg, Trossingen und Wien die Studiengänge Kirchenmusik, Musik für das Lehramt an Gymnasien, Orgel (Konzertdiplom), Lied- und Konzertgesang sowie Dirigieren. Bei Werner Hollweg und Dorothea Wirtz ließ er sich zum Bassbariton ausbilden; seine Orgellehrer waren Klemens Schnorr, Martin Schmeding und Michael Radulescu.
Neben seiner Tätigkeit als Kantor an der Freiburger Lutherkirche und in der Heiliggeistgemeinde Kirchzarten absolvierte er ein Aufbaustudium Chordirigieren bei Hans Michael Beuerle und Manfred Schreier. Meisterkurse u. a. bei Wolfgang Schäfer, Hans-Christoph Rademann, Anders Eby, Jos van Veldhoven und Michael Gläser erweiterten sein Spektrum und führten zu einer Zusammenarbeit u. a. mit dem Nederlands Kamerkoor und dem Netherlands Radio Choir (Eric Ericson Masterclass). Er war Preisträger beim Bayreuth-Regensburger Chorleitungswettbewerb und beim Chordirigenten-Wettbewerb in Budapest 2011. Als Chorleiter der Musikakademie der Studienstiftung des deutschen Volkes dirigierte er den Akademiechor im Herkulessaal München und in der Philharmonie Essen. Konzertreisen führten ihn in das europäische Ausland, in die USA, nach Israel, Kanada und Brasilien.
Seit 2008 ist sein Wirkungsfeld der Aachener Bachverein und die Aachener Annakirche, wo er mit seinen Ensembles anspruchsvolle Chormusik und Kirchenmusik aller Epochen gestaltet und vermittelt, beginnend bei Monteverdi über die intensive Pflege der Werke Johann Sebastian Bachs bis hin zu chorsinfonischen Highlights wie Beethovens Missa Solemnis, Verdis Messa da Requiem, Golgotha von Frank Martin oder Das Buch mit sieben Siegeln von Franz Schmidt. Sein auf CD dokumentierter Elgar-Zyklus mit The Dream of Gerontius, The Apostles und The Kingdom (die beiden erstgenannten als Aachener Erstaufführungen) brachte ihm und seinen Chören den Ruf als Spezialisten für das Werk Edward Elgars ein und wurde in der Fachwelt als beispielhaft herausgestellt.
Als künstlerischer Leiter der Aachener Bachtage ist er alljährlich Gastgeber und musikalischer Partner prominenter Künstler und Ensembles. Er ist Mitglied der Künstlerischen Leitung der Internationalen Chorbiennale, stellvertretender Vorstandsvorsitzender der Aachener J. S. Bach-Stiftung und regelmäßiger Gastdirigent des Sinfonieorchesters Aachen.
Als Dirigent des Bonner Kammerchors (in der Nachfolge von Philipp Ahmann seit 2012) liegt sein Schwerpunkt auf der Arbeit mit und an einem flexiblen und „atmenden“ Chorklang. In seinen thematisch geprägten Programmen geht es ihm insbesondere um den Dialog des bekannten A-cappella-Repertoires von der Alten Musik bis zur Moderne mit selten zu hörenden Werken und Erstaufführungen.
Die Kölner Kantorei gestaltet unter seiner Leitung (als Nachfolger von Volker Hempfling seit 2015) inhaltlich verknüpfte Konzertprogramme und konzertiert u. a. im Rahmen des Kölner Acht Brücken Festivals, bei den Bochumer Tagen für Neue Musik und in der Kölner Philharmonie. Anlässlich des 50-jährigen Chorjubiläums 2018 wurden – live übertragen durch den WDR – mehrere Auftragskompositionen zur Uraufführung gebracht und zusammen mit den Bochumer Symphonikern ein  Gloria-Programm auf CD veröffentlicht.
Hage ist außerdem als Dozent und Hochschulchorleiter tätig; so war er von 2013 bis 2015 Professor für Dirigieren an der Hochschule für evangelische Kirchenmusik Bayreuth, seitdem lehrt er an der Hochschule für Musik Detmold. Im Mai 2022 wurde Hage von der Evangelischen Kirche im Rheinland (EKiR) mit dem Titel eines Kirchenmusikdirektors ausgezeichnet.